# Линьяре
Линьяре́ (фр. Lignareix, окс. Linhares) — коммуна во Франции, находится в регионе Лимузен. Департамент — Коррез. Входит в состав кантона Юссель-Уэст. Округ коммуны — Юссель.
Код INSEE коммуны — 19114.
Коммуна расположена приблизительно в 360 км к югу от Парижа, в 90 км восточнее Лиможа, в 60 км к северо-востоку от Тюля.

## Население
Население коммуны на 2008 год составляло 159 человек.
| 1962 | 1968 | 1975 | 1982 | 1990 | 1999 | 2008 |
| ---- | ---- | ---- | ---- | ---- | ---- | ---- |
| 97   | 113  | 83   | 97   | 169  | 144  | 159  |

## Экономика

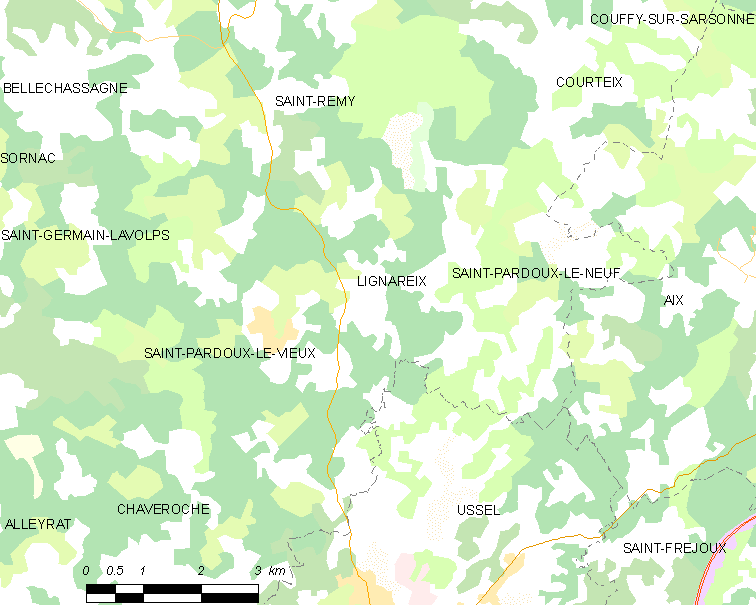
Карта коммуны

В 2007 году среди 109 человек в трудоспособном возрасте (15-64 лет) 78 были экономически активными, 31 — неактивными (показатель активности — 71,6 %, в 1999 году было 69,0 %). Из 78 активных работали 75 человек (43 мужчины и 32 женщины), безработных было 3 (2 мужчин и 1 женщина). Среди 31 неактивных 6 человек были учениками или студентами, 13 — пенсионерами, 12 были неактивными по другим причинам.